# معبد لنگراج
معبد لنگراج (اوریه: ଲିଙ୍ଗରାଜ ମନ୍ଦିର, تلفظ در اوریه: [liŋɡɔraːd͡ʒɔ mɔndirɔ]; سانسکریت: लिङ्गराजमन्दिर، آوانگاری: Liṅgarājamandira، ت. «پادشاهان لنگم»; هندی: लिङ्गराज मन्दिर; انگلیسی: Lingaraja Temple) یک معبد هندو است که به شیوا تقدیم شده است و یکی از قدیمی‌ترین معابد در بهبنیسور، پایتخت ایالت اودیشا، هند است. این معبد برجسته‌ترین نقطه عطف شهر بوبانسوار و یکی از جاذبه‌های گردشگری عمده ایالت است.
معبد لینگاراجا بزرگ‌ترین معبد در بوبانسوار است. برج مرکزی ۵۵ متر ارتفاع دارد. این معبد به‌طور متوسط روزانه ۶۰۰۰ بازدیدکننده دارد و در طول جشنواره‌ها هزاران نفر از بازدیدکنندگان را دریافت می‌کند. جشنواره ماها شیوارتری جشنواره بزرگی است که در معبد برگزار می‌شود و رویدادی که در سال ۲۰۱۲ شاهد ۲۰۰۰۰۰ بازدیدکننده بود. محوطه معبد به روی غیر هندوها باز نیست، اما یک سکوی دید در کنار دیوار وجود دارد که نمای خوبی از نمای بیرونی اصلی ارائه می‌دهد.